# H World International
H World International, voorheen bekend als Deutsche Hospitality en Steigenberger Hotel Group, is het overkoepelende merk van de Duitse hotelketen Steigenberger Hotels AG. Sinds 2020 is het een dochteronderneming van de Chinese Huazhu Hotels Group en exploiteert het hotels onder verschillende merken, waaronder Steigenberger, IntercityHotel en Zleep Hotels . 

## Geschiedenis

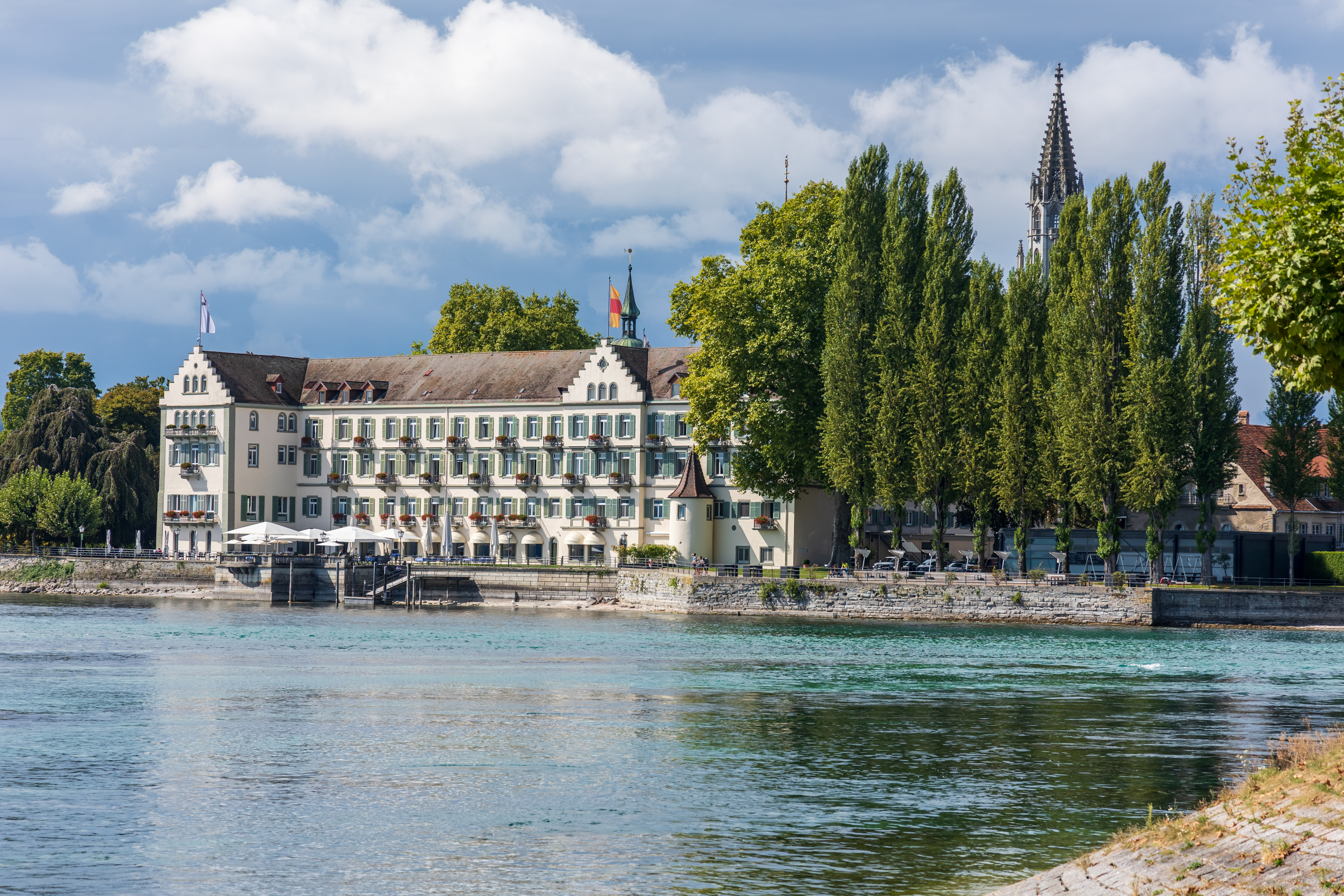
Steigenberger in Konstanz

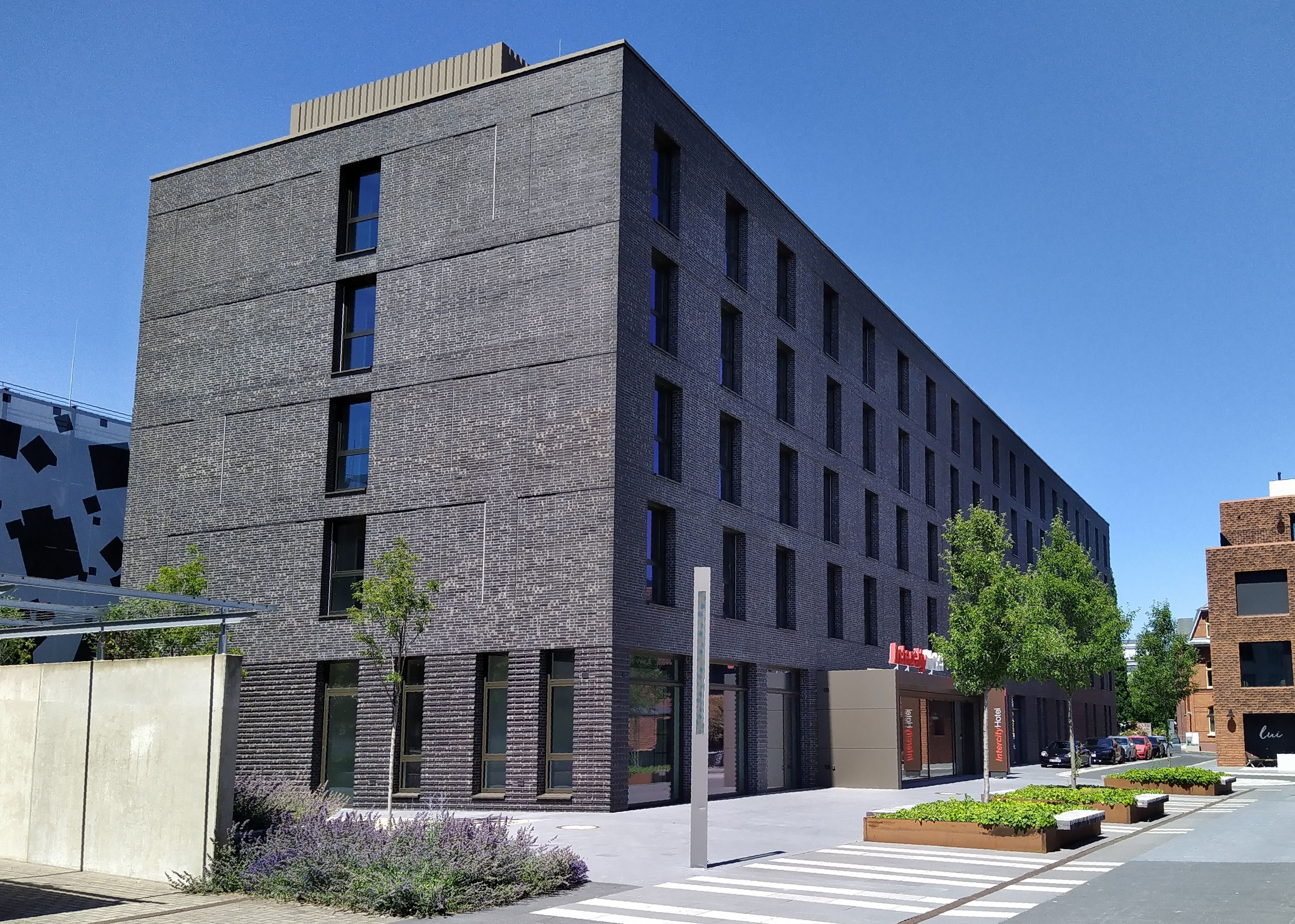
IntercityHotel in Herford

Het bedrijf werd in 1930 opgericht door Albert Steigenberger en werd als familiebedrijf gerund door de nakomelingen van de oprichter, die in 1958 overleed 
In 2009 nam het Egyptische reis- en toerismebedrijf Travco Group Steigenberger Hotels over.  In 2016 werd het bedrijf omgedoopt tot Deutsche Hospitality. Op 4 november 2019 werd bekendgemaakt dat de Chinese Huazhu Hotels Group via een van haar dochterondernemingen Deutsche Hospitality heeft overgenomen voor € 700 miljoen euro. 
Sinds 1 november 2020 is Marcus Bernhardt CEO en voorzitter van de raad van bestuur van Steigenberger Hotels AG/Deutsche Hospitality.  
In 2024 kondigde Deutsche Hospitality een rebranding en naamswijziging aan naar H World International. 

## Merken en locaties
Anno 2024 beheert en exploiteert H World International meer dan 100 hotels onder de volgende merken: 
- Steigenberger Hotels & Resorts (meer dan 30 in 8 landen, waarvan de meeste in Duitsland
- Steigenberger Icons (6 in 2 landen)
- IntercityHotel (meer dan 50 in 8 landen, waarvan de meeste in Duitsland)
- Jaz in the City (3 in 3 landen)
- MAXX (4 in 2 landen)
- Zleep Hotels (15 in 4 landen)

Verder zijn er momenteel drie nieuwe merken in ontwikkeling, namelijk Steigenberger Porsche Design Hotels, House of Beats en Ji Hotel. 